# مرکز نمایشگاه‌های استانبول

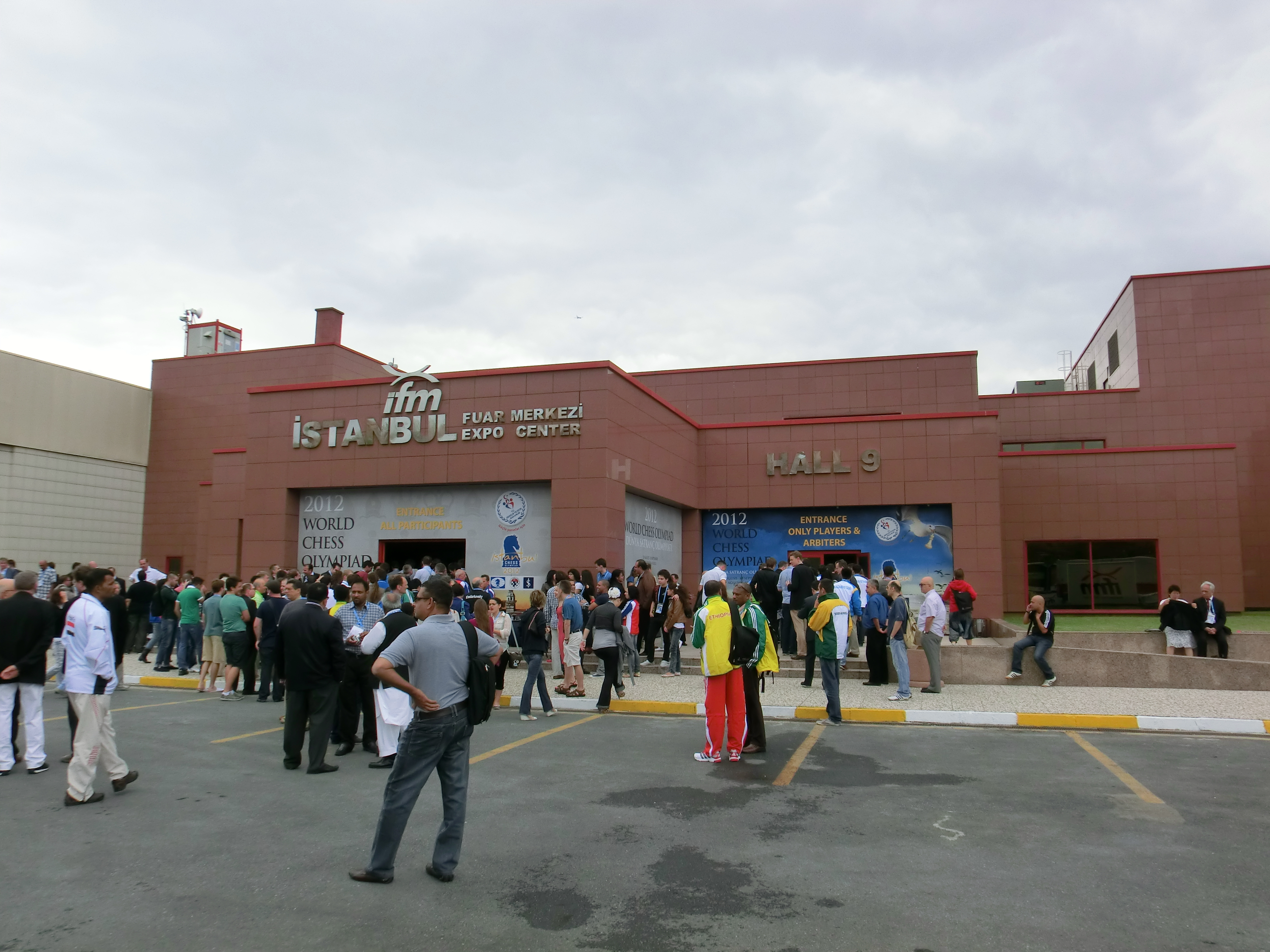
سالن ۹ مرکز نمایشگاه‌های استانبول در طول المپیاد شطرنج ۲۰۱۲.

مرکز نمایشگاه‌های استانبول (ترکی استانبولی: İstanbul Fuar Merkezi Yeşilköy) یک نمایشگاه در نزدیکی فرودگاه آتاتورک در محله یشیل‌کوی از توابع باقرکوی در استانبول، ترکیه است. این مرکز متعلق به مرکز تجارت جهانی استانبول، بخشی از شبکه جهانی انجمن مراکز جهانی با بیش از ۳۰۰ مکان در حدود ۱۰۰ کشور جهان است. 
مساحت فضای سرپوشیده این نمایشگاه ۲۵۰ هزار مربع است که شامل یازده سالن با مساحت قابل اجاره ۹۸ هزار متر مربعی می‌باشد. هشت سالن از این تعداد توسط CNR Expo و سه سالن باقی مانده توسط WTC Istanbul اداره می‌شوند. هرساله حدود ۱۰۰ نمایشگاه تجاری ملی و بین‌المللی در مرکز نمایشگاه‌های استانبول برگزار می‌شود.
مرکز نمایشگاه دارای یک کانال تلویزیونی آنلاین (IFM TV) است که رویدادهای نمایشگاه را پخش می‌کند. 
این نمایشگاه توسط خط ام۱ متروی استانبول در ایستگاه دی‌تی‌ام—مرکز نمایشگاه‌های استانبول سرویس‌دهی می‌شود.